# Мирко Фикет
Мирко Фикет Пушкарић (Сукинац, код Крижеваца, 25. октобар 1899 — Вировитица, 7. април 1976) био је учесник Народноослободилачке борбе, друштвено-политички радник СР Хрватске и народни херој Југославије.

## Биографија
Рођен је 25. октобра 1899. године у Сукинцу код Крижеваца, у сиромашној радничкој породици. Отац му је био шумарски радник, а и Мирко је, до 1941. године, радио на шумским радилиштима. Није ишао у школу, већ га је мати учила. Године 1913. преселио се у Левиновац код Вировитице, где су његови родитељи купили земљу. Отац му је погинуо у Првом светском рату, тако да му је мајка остала сама с осморо дјеце. Радничком покрету придружио се 1936. године. Члан Комунистичке партије Југославије постао је 15. септембра 1940. године.
Одмах после окупације земље, 1941. године, прикључио се Народноослободилачком покрету. Упркос претњама, одбио је да се, после успостављања НДХ, прикључи усташком покрету, што су од њега захтевале усташе из села. Наставио је своју делатност и повезао се с комунистима и другим напредним и патриотски расположеним људима из суседних села.
Када је у вировитичком крају формирана прва група наоружаних Срба, Мирко је отишао у ту групу, иако је у њој одлучујући утицај имао шовиниста и четник Јово Косановић. Крајем 1942. године, прешао је у Штаб Треће оперативне зоне, где је обављао курирске и друге специјалне послове. Фебруара 1944. године, повучен је на позадински рад. Постао је члан Општинског комитета КП Хрватске у Пивници, а затим и члан Котарског народног одбора те, поткрај 1944. године, члан Обласног комитета КПХ у Вировитици.
Као члан прве групе наоружаних Срба у вировитичком крају, истакавши се храброшћу, дружељубљем и политичким деловањем, Мирко је добио симпатије већег дела бораца и остао у групи упркос Косановићевим настојањима да га убије, не трпећи га ни као комуниста ни као Хрвата. Фикетовом заслугом, та група је, већим делом, прешла потпуно на страну НОП-а. Командир Косановић је, с још неколицином својих присталица, био стрељан као издајник. Мирко се посебно био истакао у борбама на Лому, Кућанцима, Ораховици, Дреновцу, Вилић-Селу, Чаглину, Малим и Великим Бастајима, Миоковићеву, Сирачу, Хум-Варошу, Левиновцу и осталим местима.
Када су га, крајем 1941. године, с групом бораца, опколиле усташе у селу Кометнику, храброшћу и одлучношћу успео је да извуче целу групу. Почетком 1942. године опколило га је, с још тројицом другова, неколико стотина усташа, усред дана, у шумици код Левиновца, покрај Вировитице. Опкољени партизани су се упустили у борбу против непријатеља и успевају да се одрже до поноћи. После погибије својих другова, Мирко је наставио борбу сам и захваљујући прецизном гађању (још пре рата био је познат као одличан стрелац), оборио је десетак усташа, који су покушали да му се приближе. То је поколебало непријатеља и Мирко је успео да се извуче из обруча. Тај догађај, нарочито што су у тој борби учествовале и усташе из његова села, донео му је углед у народу, као и страхопоштовање непријатеља. За време рата, усташе су му уцениле главу на 150.000 куна.
После ослобођења земље, деловао је и радио у свом крају. Био је члан Котарског комитета КПХ у Вировитици, шеф одсека за здравље и социјалну политику у котару, члан Суда части и остало. Године 1953. отишао је у пензију због болести.
Умро је 7. априла 1976. године у Вировитици. Сахрањен је 8. априла на вировитичком гробљу.
Носилац је Партизанске споменице 1941. и више осталих одликовања. Орденом народног хероја одликован је 24. јула 1953. године.